# 50 Years – Don't Stop
50 Years – Don't Stop é um box set da banda anglo-americana de rock Fleetwood Mac, lançado em 16 de novembro de 2018.
Projeto comemorativo dos 50 anos de formação do grupo, contém músicas de diferentes formações da banda. Diferentemente de 25 Years – The Chain, não incluiu material inédito, mas incluiu edições remasterizadas de músicas nunca lançadas em formato físico, como a mais recente "Sad Angel", de 2013. Também foi o primeiro material lançado pelo grupo após a expulsão de Lindsey Buckingham, autor e intérprete de parte das faixas.